# Diadelia nigropunctata
Diadelia nigropunctata là một loài bọ cánh cứng trong họ Cerambycidae.